# 아릴레나 아라
아릴레나 아라(Arilena Ara, 1998년 7월 17일 ~ )는 알바니아의 가수이다. 음악 경연 프로그램 《더 엑스 팩터 알바니아》 시즌2 우승자이다. 유로비전 송 콘테스트 2020 알바니아 대표 참가자로, 참가곡은 "Shaj"이다. 하지만 코로나19 범유행으로 인해 대회가 취소되면서 참가가 무산되었다.